# Best Friends (película)
Best Friends es una película estadounidense de 1982 dirigida por Norman Jewison.
Protagonizada por Burt Reynolds y Goldie Hawn, y basada en la historia real de los escritores Barry Levinson y Valerie Curtin, es una mezcla de los géneros comedia, drama y romance.
Fue presentada en cartelera en Argentina el 30 de diciembre de 1982.

## Sinopsis
Richard Babson y Paula McCullen son una pareja de guionistas de Hollywood que han vivido y trabajado juntos durante varios años. A Richard le gustaría casarse, pero Paula no siente la necesidad.
Después de haber escrito un guion cinematográfico para el productor Larry Weissman, la pareja decide casarse sin que nadie más lo sepa. Paula se da cuenta de que es importante para Richard, por lo que acepta a regañadientes.
Están casados en una oficina matrimonial de Los Ángeles por un hombre llamado Jorge Medina en un inglés con mucho acento, lo que lo convierte en un momento cómico. Para un viaje de luna de miel, viajan a través del país en tren para informar a sus padres en el este sobre lo que han hecho.
La primera parada es Buffalo, Nueva York, donde los padres de Paula los reciben en un paraíso invernal. Eleanor y Tim McCullen son anticuados, por lo que Paula le informa a Richard que tendrán que dormir en camas separadas. Richard no está contento con que lo traten como a un niño o con el clima gélido y la ventana constantemente abierta.
Desde allí, van a Virginia a visitar a los padres de Richard, que residen en un condominio gigante de gran altura. Allí nunca se abre ninguna ventana, y Paula, que sufre cada vez más ataques de pánico, necesita urgentemente un poco de aire fresco. Ella también accidentalmente toma una sobredosis de Valium y se va de cara a una ensalada en el almuerzo.
Los Babson creen con entusiasmo que Paula y Richard están comprometidos, pero se sienten devastados al saber que están casados. Hacen una fiesta en un restaurante, donde Paula se molesta por los comentarios de los invitados.
Ella y Richard apenas se hablan cuando aparece Larry Weissman, desesperado por reescribir las páginas de un guion. Paula insiste en que regresen a su hogar en California de inmediato, pero una vez allí, su relación personal y profesional se ha agriado.
Larry los encierra en una habitación, donde los escritores discuten y no terminan su trabajo. Paula vuelve a exigir aire fresco hasta que Richard rompe una ventana. Cuando finalmente lo hablan, están de acuerdo en que casarse podría no haber sido la mejor idea. Terminan la reescritura y luego caminan hacia la puesta de sol, que resulta ser un accesorio de Hollywood.

## Reparto
- Burt Reynolds como Richard Babson
- Goldie Hawn como Paula McCullen
- Jessica Tandy como Eleanor McCullen
- Barnard Hughes como Tim McCullen
- Audra Lindley como Ann Babson
- Keenan Wynn como Tom Babson
- Ron Silver como Larry Weisman
- Carol Locatell como Nellie Ballou
- Peggy Walton-Walker como Carol Brandon
- Helen Page Camp como Maid
- Joan Pringle como Doria
- Noah Hathaway como Lyle Ballou
- Richard Libertini como Jorge Medina

## Reconocimiento
La canción original de la película fue nominada en los Premios Oscar en 1983.
Goldie Hawn fue nominada por su interpretación en los Premios Globos de Oro como Mejor Actriz de Comedia o Musical.